# Phillip Hoose
Phillip Hoose (South Bend, 31 maggio 1947) è uno scrittore statunitense.

## Biografia
Nato nel 1947 a South Bend, Indiana, vive e lavora a Portland, Maine.
Cresciuto tra la città natale, Angola e Speedway, si è laureato alla Yale School of Forestry & Environmental Studies e dal 1977 è stato membro dell'organizzazione ambientalista The Nature Conservancy dedicata alla salvaguardia delle specie animali e vegetali della Terra.
Musicista professionista e cantautore dal 1984, dove aver pubblicato alcune opere di saggistica di carattere naturalistico e sportivo, ha esordito nella narrativa per ragazzi nel 1998 con il libro illustrato Ehi, tu, formichina! e in seguito ha scritto altri romanzi e saggi per bambini e giovani adulti ottenendo con Claudette Colvin: Twice Toward Justice il National Book Award per la letteratura per ragazzi nel 2009 e l'Honor Book della Medaglia Newbery l'anno successivo.

## Opere

### Saggi
- Building an Ark: Tools for the Preservation of Natural Diversity through Land Protection (1981)
- Hoosiers: The Fabulous Basketball Life of Indiana (1986)
- Necessities: Racial Barriers in American Sports (1989)
- The Race to Save the Lord God Bird (2004)

### Letteratura per ragazzi
- Ehi, tu, formichina! con Hannah Hoose (Hey, Little Ant, 1998), Milano, Mondadori, 2005 illustrazioni di Debbie Tilley ISBN 88-04-53846-5.
- It’s Our World, Too!: Stories of Young People Who Are Making a Difference (1998)
- We Were There, Too!: Young People in U.S. History (2001)
- The Race to Save the Lord God Bird (2004)
- Claudette Colvin: Twice Toward Justice (2009)
- Moonbird: A Year on the Wind with the Great Survivor B95 (2012)
- The Boys Who Challenged Hitler: Knud Pedersen and the Churchill Club (2015)

### Memoir
- Perfect, Once Removed: When Baseball Was All the World to Me (2006)

## Premi e riconoscimenti
- Boston Globe–Horn Book Award: 2005 vincitore nella categoria Non Fiction con The Race to Save the Lord God Bird
- National Book Award per la letteratura per ragazzi: 2001 finalista con We Were There Too! Young People in U.S. History e 2009 vincitore con Claudette Colvin: Twice Toward Justice
- Medaglia Newbery: 2010 Honor Book con Claudette Colvin: Twice Toward Justice